# Mulligan Highway
Der Mulligan Highway (früher auch Cooktown Developmental Road) ist eine neue State Route in Queensland, Australien. Sie führt von Cooktown auf einer Länge von 270 km nach Mareeba an der Ostküste der Cape York Peninsula.
Benannt nach dem Buschmann James Venture Mulligan, folgt der befestigte Highway dem Verlauf der alten Cooktown Developmental Road. Er wurde im Jahr 2006 fertiggestellt.
Seit der alte unbefestigte Track ersetzt wurde, haben sich die Reisezeiten von Cairns nach Cooktown von 6 Stunden auf 3,5 Stunden fast halbiert.

## Städte und Sehenswürdigkeiten
- Mount Molloy
- Lakeland
- Black-Mountain-Nationalpark